# Avegno Gordevio
Avegno Gordevio ist eine politische Gemeinde im Schweizer Kanton Tessin. Sie gehört zum Kreis Maggia und zum Bezirk Vallemaggia.

## Geographie

Historisches Luftbild von Werner Friedli von 1962

Die Gemeinde liegt im unteren Maggiatal. Nachbargemeinden sind Maggia, Terre di Pedemonte, Orselina, Brione sopra Minusio, Mergoscia und Lavertezzo.

## Geschichte
Die Gemeinde Avegno Gordevio entstand am 20. April 2008 aus dem Zusammenschluss der bisher selbständigen Gemeinden Avegno und Gordevio. Doch schon im 14. Jahrhundert waren die Gemeinden Avegno und Gordevio eng miteinander verbunden, da sie einen gemeinsamen Kaplan hatten. Die offizielle Trennung von Maggia erfolgte jedoch wahrscheinlich erst um 1645.

## Bevölkerung
| Bevölkerungsentwicklung | Bevölkerungsentwicklung | Bevölkerungsentwicklung | Bevölkerungsentwicklung |
| ----------------------- | ----------------------- | ----------------------- | ----------------------- |
| Jahr                    | 2008                    | 2010                    | 2020                    |
| Einwohner               | 1379                    | 1372                    | 1516                    |

## Sehenswürdigkeiten
- Pfarrkirche Santi Luca und Abbondio, im Ortsteil Avegno, erbaut im Jahr 1250 und 1313 geweiht[6]
- Oratorium Sant’Anna im Ortsteil Terra di Dentro, erbaut zweite Hälfte 17. Jahrhundert[6]
- Pfarrkirche Santi Giacomo e Filippo mit Beinhaus und Pfarrhaus im Ortsteil Gordevio[6]
- Schalenstein an der Grenze mit Aurigeno (488 m ü. M.)[7]

## Bilder

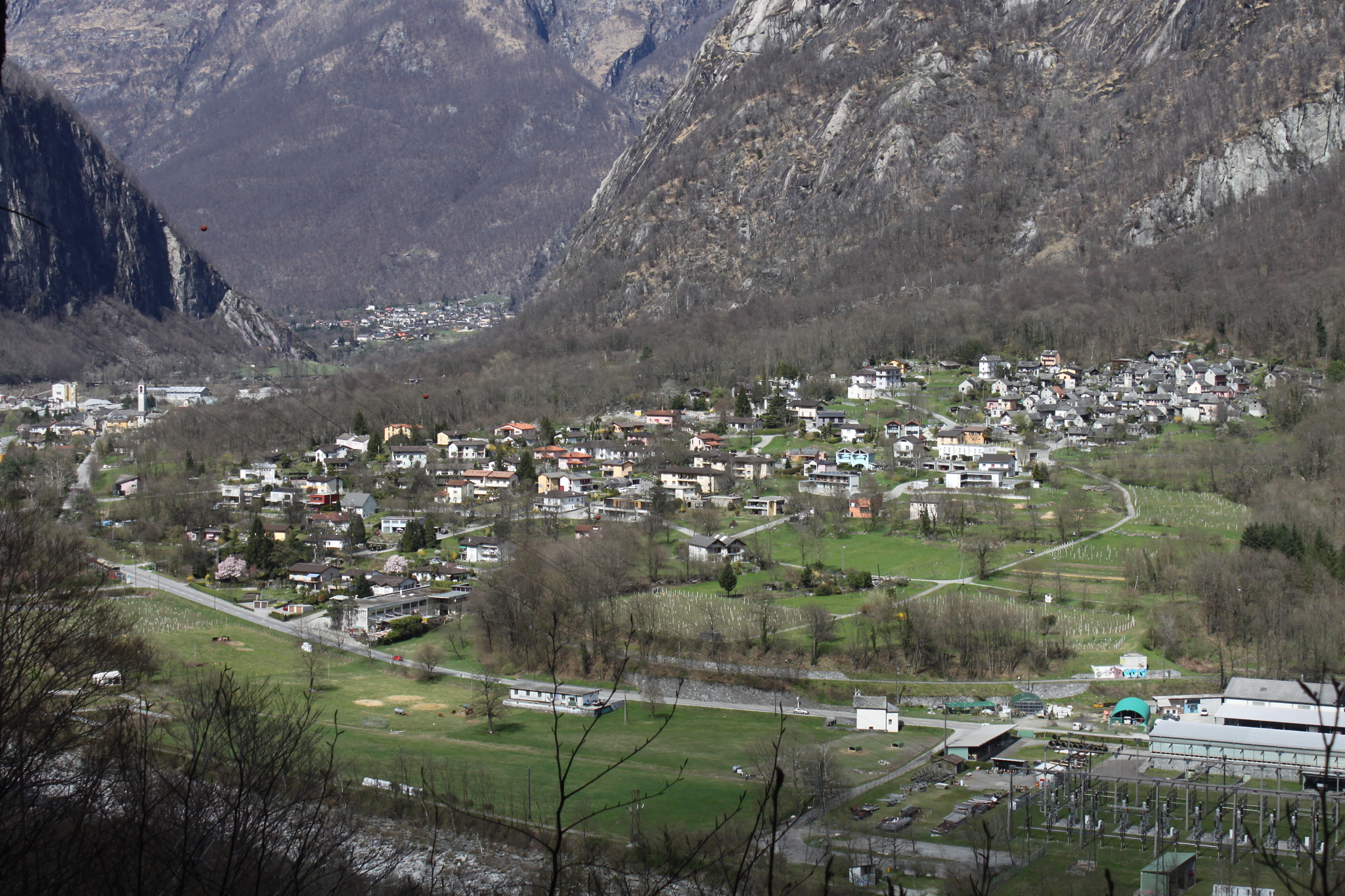
Avegno di Fuori
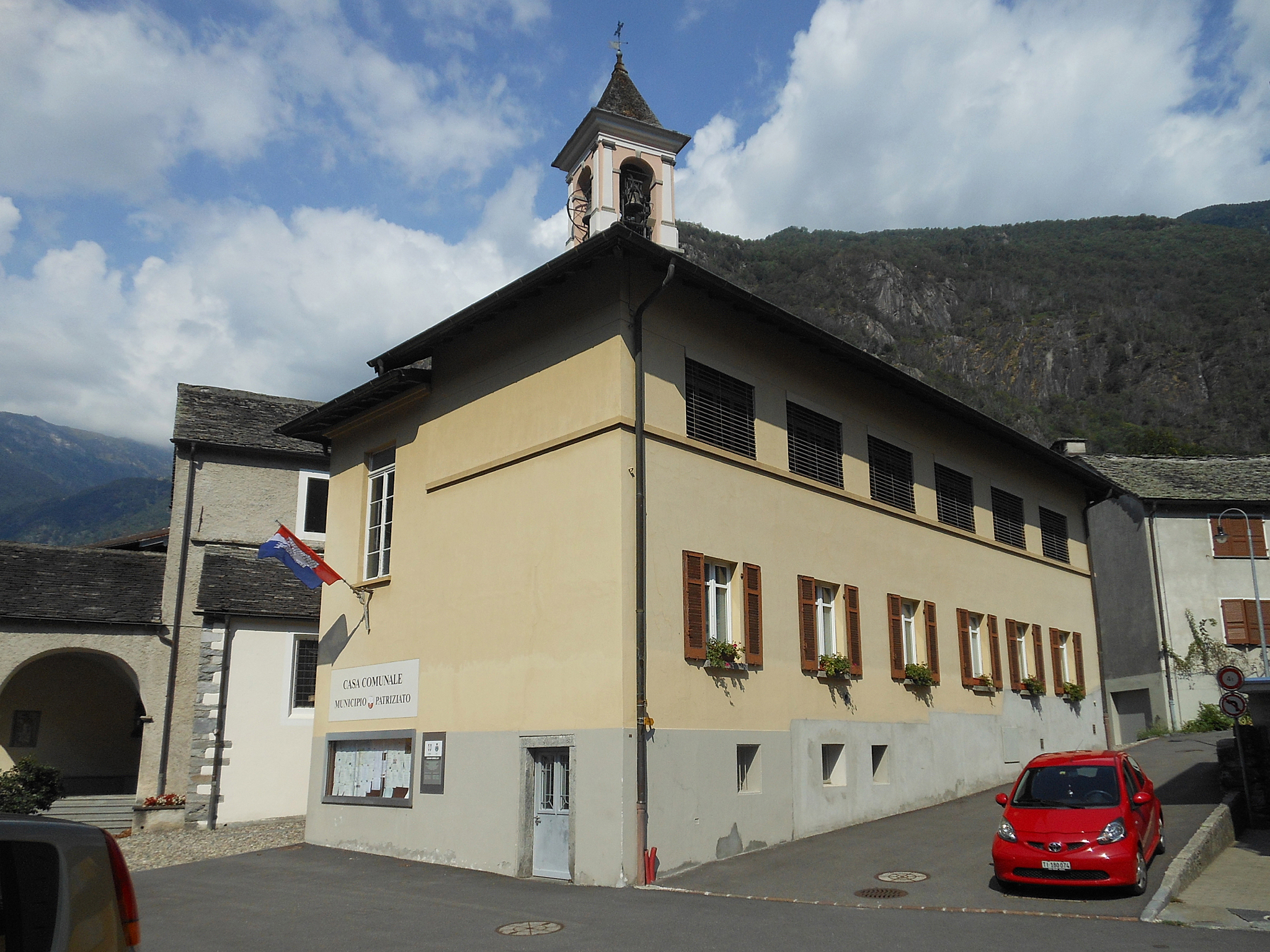
Gemeindehaus Avegno
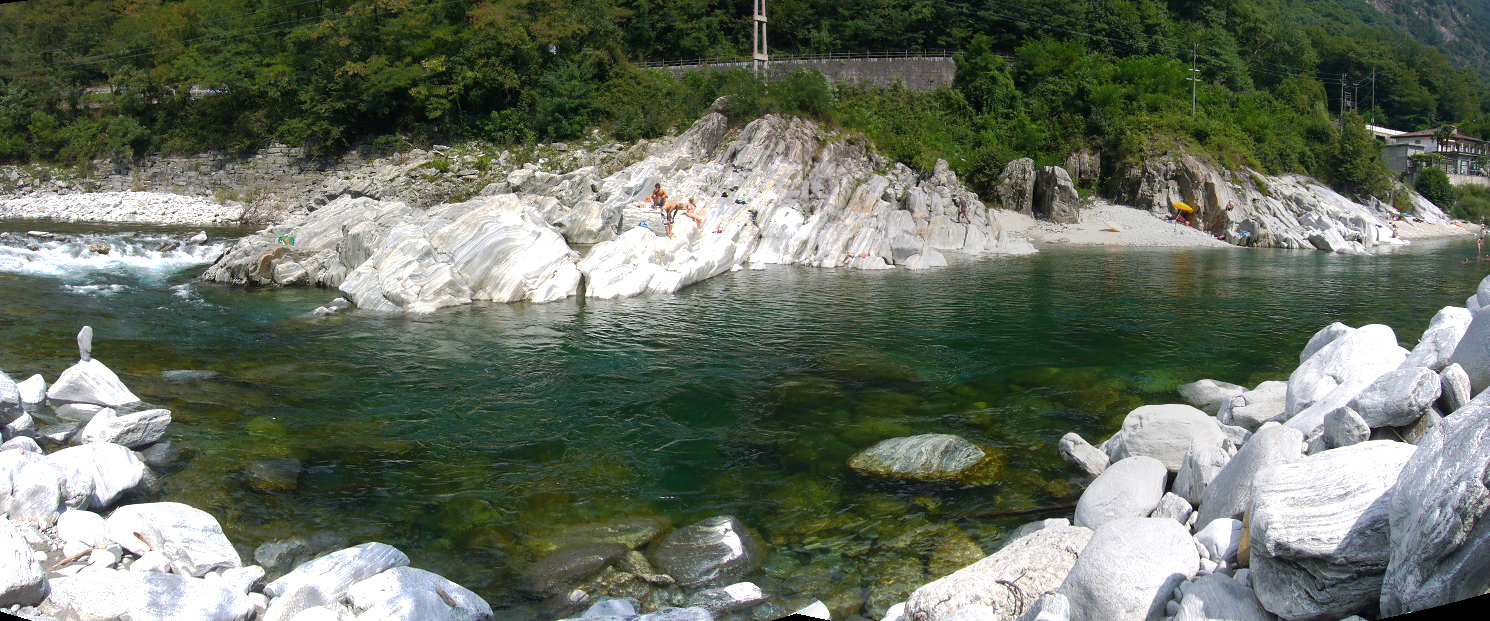
Avegno, Strandbad am Fluss Maggia
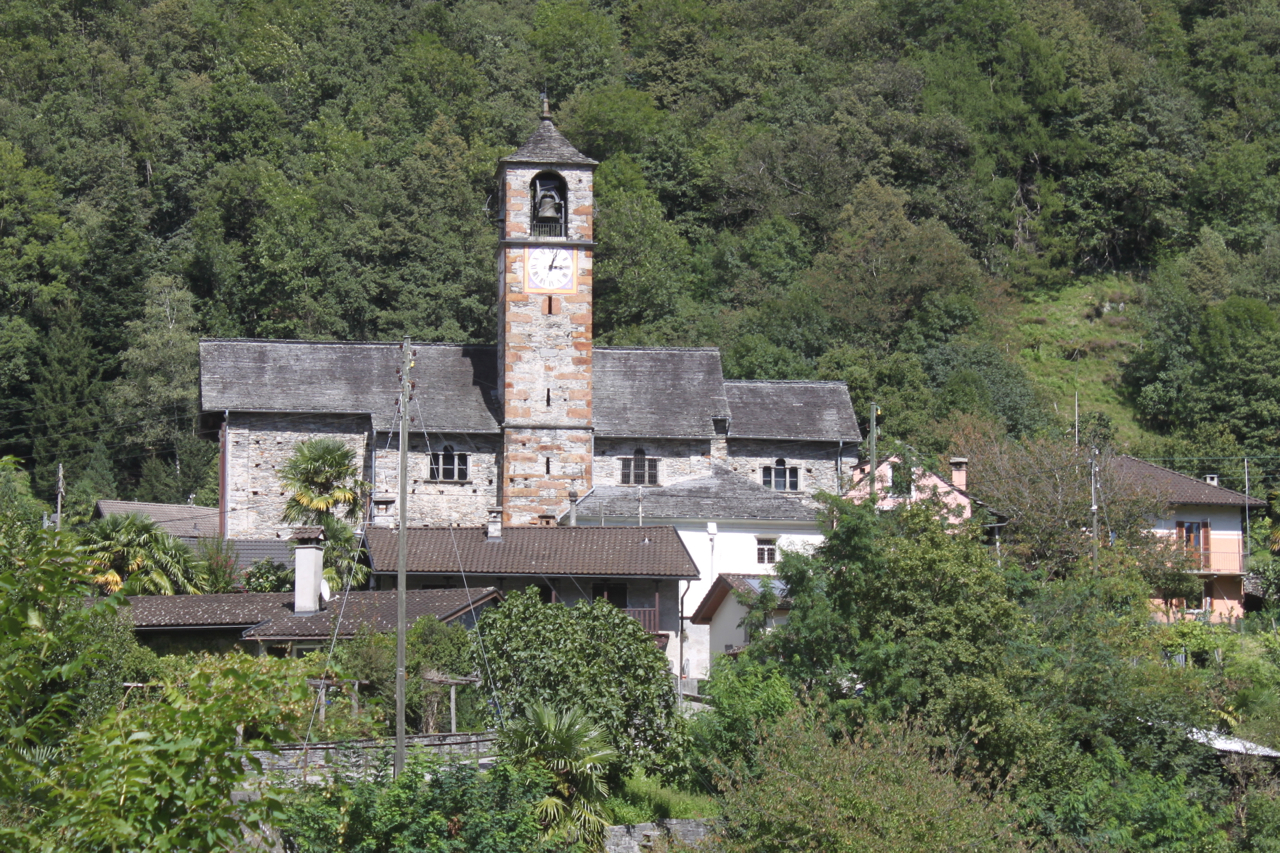
Gordevio, Pfarrkirche Santi Giacomo e Filippo
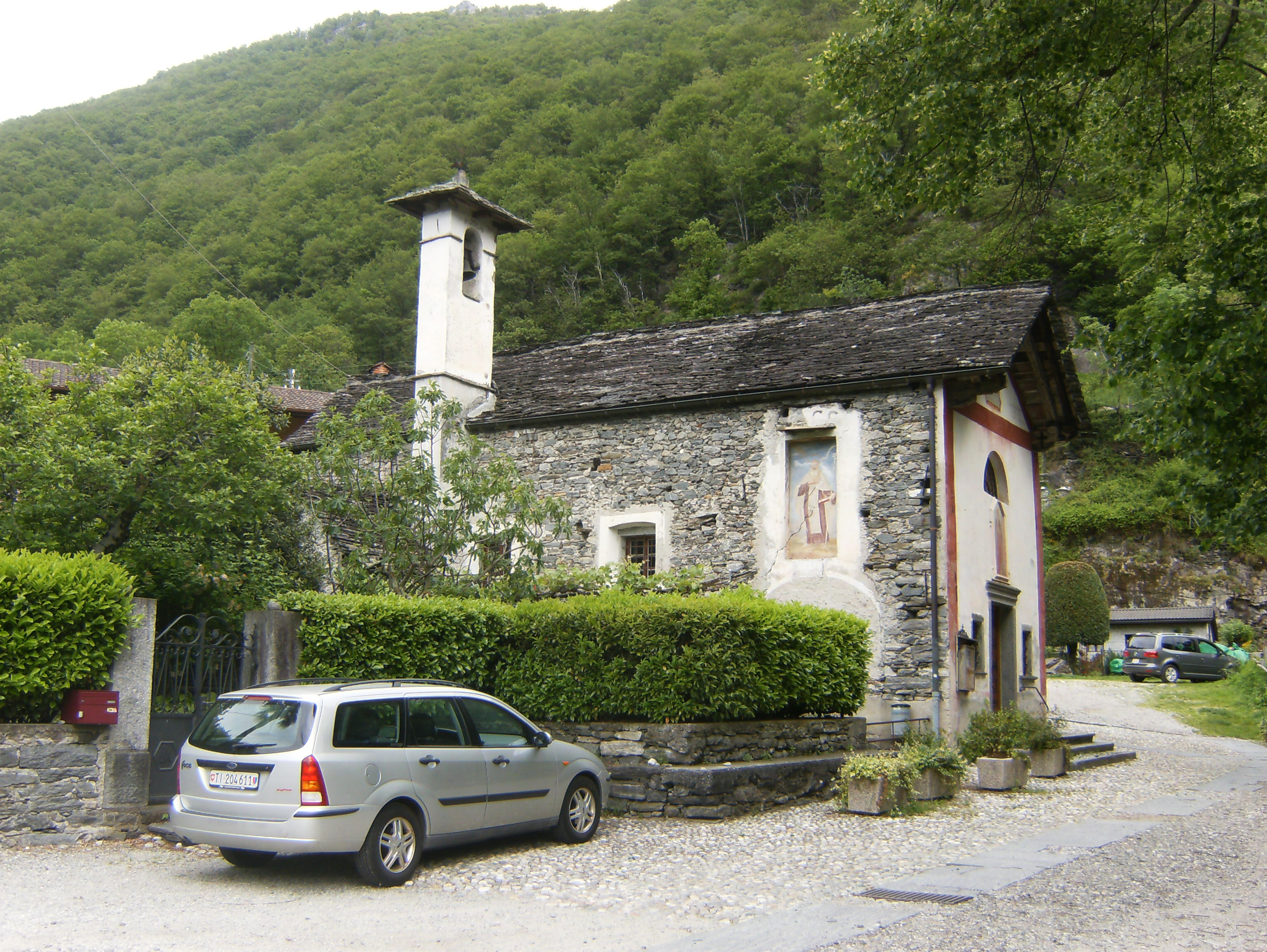
Gordevio, Oratorium Sant’Antonio Abate
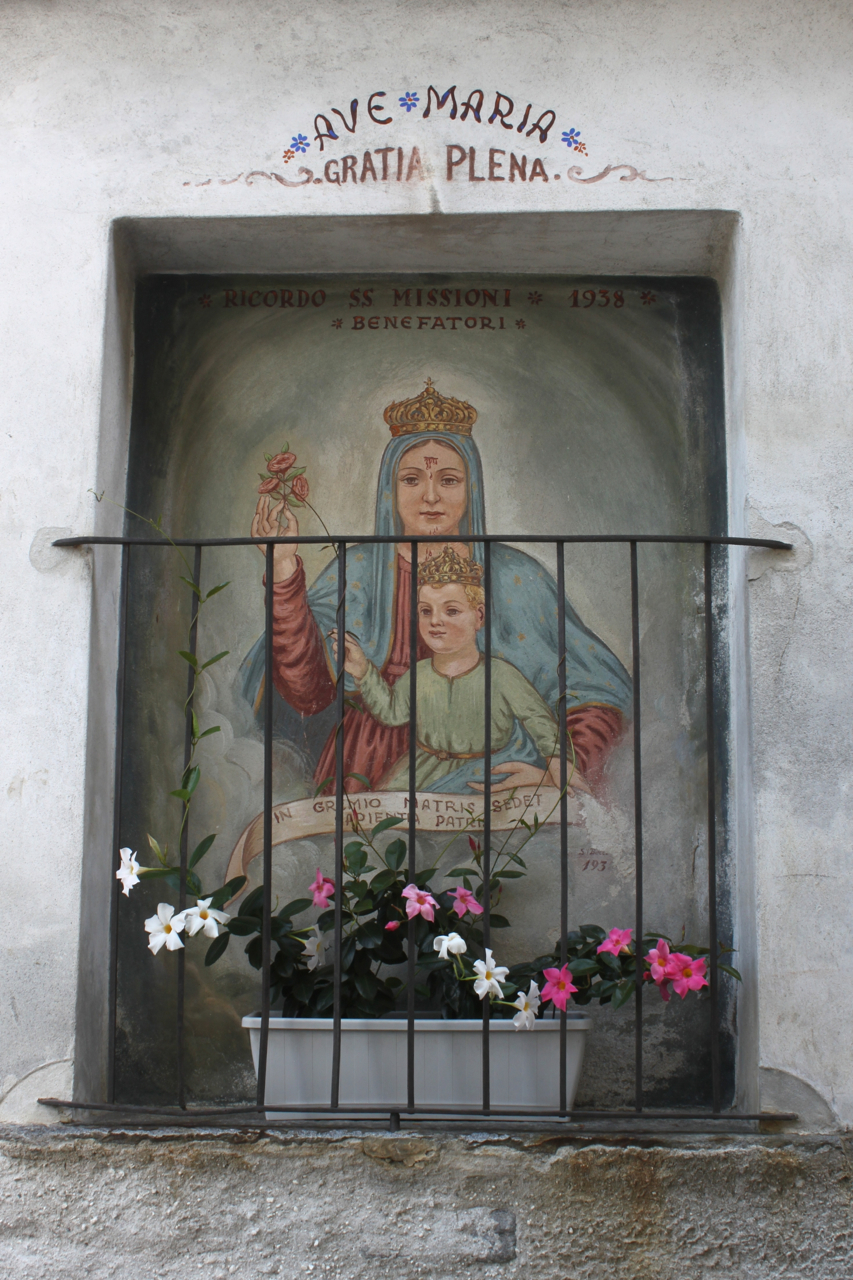
Gordevio, Fresko Madonna di Re
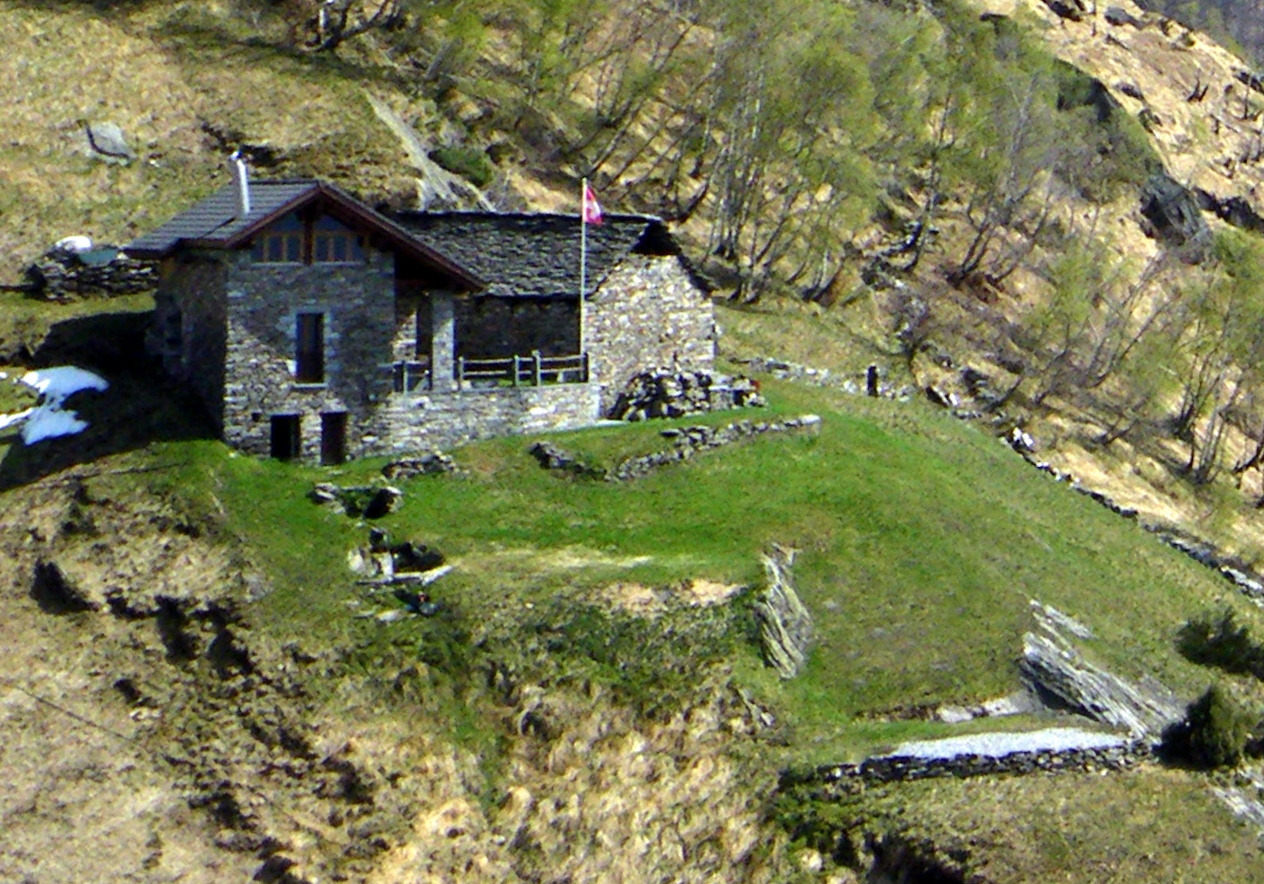
Alm Cortasel
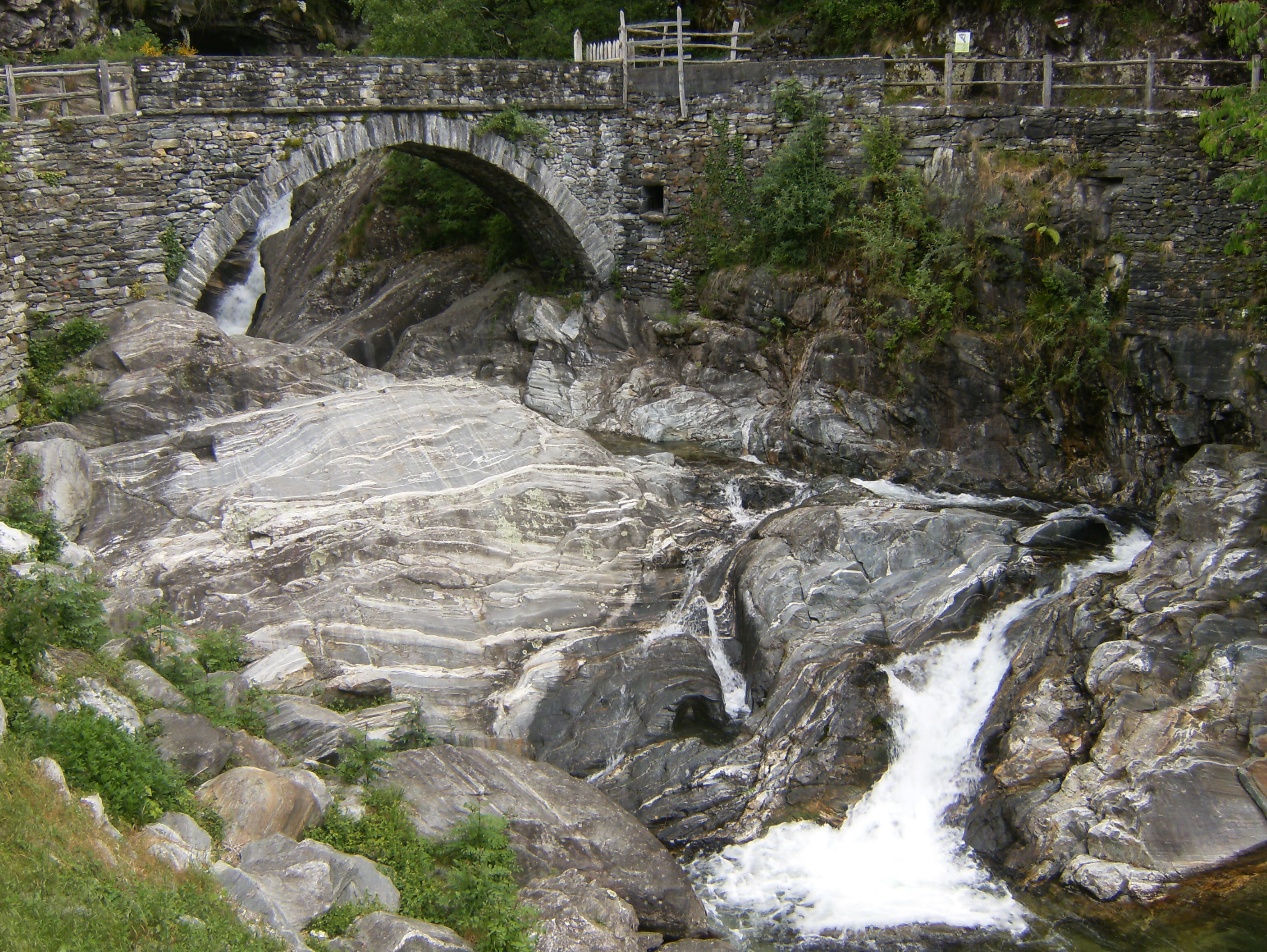
Gordevio, Alte Steinbrücke